# Оглоблинский, Константин Николаевич
Константин Николаевич Оглоблинский (1863 — 1933, Ментона, Франция) — русский военачальник, офицер Российского императорского флота, участник Гражданской войны, генерал-лейтенант корпуса гидрографов, заведующий компасным делом во флоте, эмигрант. 
Его брат, Николай Николаевич Оглоблинский (1862—1936), также был генерал-лейтенантом корпуса гидрографов.

## Биография
Родился 29 ноября (11 декабря) 1863 года в семье диакона Веймарской придворной Св. Марии Магдалины церкви, Николая Феофановича Оглоблинского (20.02.1825—28.11.1869); мать — Варвара Матвеевна (? — не ранее 1880). Был крещён 26 декабря 1863 года в Веймарской церкви; восприемники: поверенный в делах Русской миссии в Веймаре барон Аполлон Петрович Мальтиц и дочь генерального консула в Кедиксе Роберта Карловича Фелейзена Мария.
В 1884 году окончил Морской кадетский корпус, в 1888 году — Николаевскую морскую академию.
С 1900 года — лейтенант, помощник Заведующего компасным делом на флоте. С 1908 года - полковник по адмиралтейству
С 6 марта 1914 года генерал-майор корпуса гидрографов, назначен заведующим компасным делом на флоте; с 28 июля 1917 года — генерал-лейтенант. С 11 сентября 1917 года — в отставке.
Во время Гражданской войны служил в Донской армии, во ВСЮР и Русской Армии; в 1918 году был командующим Донской флотилией, затем начальником управления портами Азовского моря.
Эвакуировался в Бизерту с Русской эскадрой. С 1922 года был преподавателем в Морском корпусе в Джебель Кебир и в школе на линкоре «Георгий Победоносец». Анастасия Александровна Ширинская-Манштей в своих воспоминаниях писала, что «…среди преподавателей русского Морского корпуса в Тунисе заметной фигурой был генерал-лейтенант К. Н. Оглоблинский, знаменитый девиатор, профессор компасного дела». 
С октября 1923 года — председатель комиссии для библиотеки. До октября 1924 года —- заведующий штурманским имуществом в штабе эскадры. После расформирования в конце 1924 года Русской эскадры находился в эмиграции во Франции. 
Умер 12 июня 1933 года в Ментоне.

## Семья
Был женат на дочери тайного советника Н. Н. Биппен Софье Николаевне фон Биппен.
Их дети: София (род. 1898), Татьяна (род. 21.02.1903), Николай Константинович (род. 14.07.1907).